# V. Márton pápa
V. Márton (1369 január 25, Genazzano – 1431. február 20., Róma) uralkodói nevet választva ülhetett fel Szent Péter trónjára a katolikus egyház történetének 206. pápája 1417-től haláláig.
Miközben a konstanzi zsinat véget vetett a nyugati egyházszakadásnak XXIII. János és XIII. Benedek pápák trónfosztásával, 1417. november 11-én egyszerű diakónusból pápává választották V. Mártont, akit az ünnepi megkoronázás előtt pappá, majd püspökké kellett szentelni. Miután a Szentszék számára kedvező megállapodásokat kötött, V. Márton visszatért Rómába, hogy végre a Pápai Állam újraszervezésének szentelhesse magát, és 1423-ban a vallásos lelkület felélesztésére bejelentse a VI. Orbán pápa által rögzített 33 éves időközöknek megfelelően az új Jubileumot.
A nyugati egyházszakadás után V. Márton pápa 1425-re írta ki a szent évet, két újdonságot bevezetve: egy speciális medál elkészítését, és a lateráni Szent János-bazilika ajtajának a megnyitását.

## Életútja a konstanzi zsinat felé
Ottone (vagy Oddone, Odo) Colonna néven született 1369-ben Rómában, más feljegyzések szerint az örök városhoz közel fekvő Genazzanóban. A Colonna család Róma legősibb famíliáinak egyike volt, és a város középkori életében a legnagyobb befolyással bíró nemesi pártok egyikének központi eleme volt. Agapito Colonna és Caterina Conti házasságából született meg Ottone, akit a hatalmas vagyon felett uralkodó család elsőrendű neveltetésben részesített. Perugia egyetemére iratkozott be, ahol a teológia tanulmányozását tette első helyre, és így került az egyházi szolgálat közelébe. Ottone családja befolyásával az egyetem elvégzése után a pápai udvarban kapott állást. VI. Orbán pápa apostoli jegyzőnek tette meg, majd a vallásosságáról ismertté váló Ottone IX. Bonifác idején nunciusi és pápai felügyelői rangot kapott, amellyel több itáliai városban is igyekezett megerősíteni a központi intézkedéseket. 1401-től kezdve négy éven át irányította Palestrina egyházmegyéjének ügyeit pápai adminisztrátorként. 1402. június 22-én Bonifác a San Giorgio in Velabro-templom bíborosává szentelte fel diakónusi rangon.
A bíborosi kollégiumba belépve Ottone pályafutása alatt először szembesült az egyház skizmájával, amelynek megoldása a párizsi egyetemről kiszivárgó elméletekkel lázban tartotta a római bíborosokat is. Az időközben Rómában trónra lépő XII. Gergely pápa idején a szakadást ellenzők tábora annyira megerősödött, hogy az Avignonban székelő XIII. Benedek bíborosai és Gergely kardinálisai úgy döntöttek a két egyházfő kizárásával tesznek pontot az egyházszakadásra. Ottone is lelkes támogatója lett a konciliarizmus eszméjének, azaz a pápák lemondatása után az egyetemes zsinat döntése mellé állt. Elpártolt Gergely mellől, és részt vett a Pisában összehívott zsinaton. Mindkét pápa trónfosztása mellett tette le voksát, és részt vett V. Sándor megválasztásában is. A pisai pápa feltétlen híve lett, aki hamarosan XXIII. János választásánál is jelen volt. János pontifikátus alatt leginkább a különböző hitelvek vizsgálatával foglalkozott. Ő bírálta el John Wycliffe és Husz János könyveit is az egyházi inkvizíció felkérésére, így az 1414-ben összeülő konstanzi zsinaton is hűvös következetességgel képviselte a két egyházi tanító perét.
Amikor Ottone János kíséretében elindult Konstanzba, még nem is sejítette, hogy a zsinat fordulópontot jelent majd életében. Ugyanis amikor Jodok 1411. január 18-án váratlanul meghalt és Frankfurtban 1411. július 21-én Zsigmondot német királynak nyilvánították, összehívva a konstanzi zsinatot, egész Európát sikerült a tárgyalóasztalhoz ültetnie.
A Luxemburgi Zsigmond dominálta egyházi gyűlésen három fontos témakört tárgyaltak. Az első az egyház szakadásának orvoslása volt, amelyet Zsigmond hatására a zsinat is a három egyházfő trónfosztásában látott. A második fő pont az egyházi reformok megindítása volt, és harmadjára a téves hittételek vizsgálata szerepelt a konstanzi zsinat előtt. A zsinat 1415-ben tanúja volt XII. Gergely önkéntes lemondásának, és hosszas huzavona után a zsinatot vezető XXIII. János is lemondott méltóságáról. A Perpignanba zárkózott XIII. Benedek nehezebb kérdés volt a zsinat számára. Zsigmond személyes találkozón sem tudta rávenni a lemondásra, ezért 1417. július 27-én a Konstanzban összegyűlt egyháziak megfosztották őt a pápai címtől, amelyet Benedek sohasem ismert el. A zsinat üresnek nyilvánította Szent Péter trónját, és novemberben összeült a konklávé, hogy megválassza a mindenki által elismert egyházfőt. A zsinaton jelenlévő huszonhárom bíboros mellett a zsinaton nemzetekbe tömörített résztvevők is részt vehettek. A bíborosi kollégiumon kívül tehát még jelen volt az öt nemzetből hat-hat képviselő. Az öt nemzet a következőképpen állt össze:
- Francia dominanciájú nemzet.
- Angol dominanciájú nemzet, amelybe Skócia is beletartozott.
- Német dominanciájú nemzet, amelybe Magyarország, Lengyelország, Litvánia és a skandináv államok is beletartoztak.
- Itáliai dominanciájú nemzet.
- Spanyol dominanciájú nemzet, amelyhez Portugália is hozzátartozott. Ez a nemzet csak 1417-től szavazhatott a zsinaton, amikor egységesen megvonták támogatásukat XIII. Benedektől.

Az összegyűlt konklávé november 11-én Ottone Colonnát választotta meg egyházfőnek, aki addig nem töltött be nagy szerepet a klérusban, de vallásossága és tapasztalata miatt ideális választásnak tűnt. November 13-án presbiteri rangra emelték, 14-én pedig püspökké szentelték fel. Pápává koronázására november 21-én Münsterben került sor, ahol Ottone felvette az V. Márton uralkodói nevet. A történelemben egyedüli példa volt, hogy egy római pápát német földön koronázzanak meg. A krónikák szerint a Zsigmond által rendezett koronázás hihetetlen fényűzéssel párosult, és a hagyományoknak megfelelően Márton fehér öszvérét Zsigmond vezette a koronázó templomig.

## Az újraegyesült egyház élén

### Konstanzi végszavak

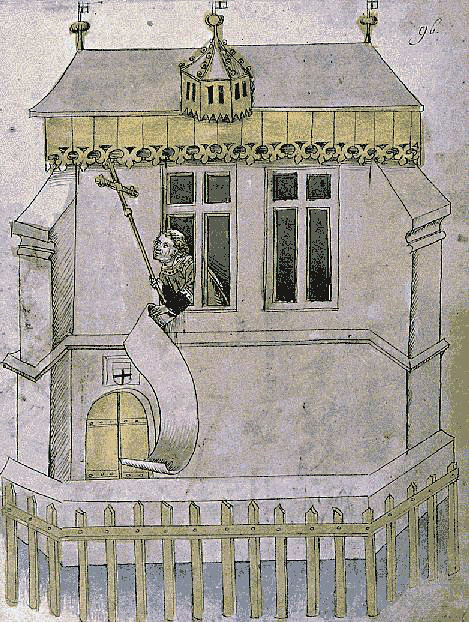
Márton megválasztása a konstanzi zsinaton

A Colonna család már huszonhét bíborost adott a katolikus egyháznak, de Márton lett a nagyhatalmú família első egyházfője. A csillogó és dicsőséges koronázási díszletek közül a bíborosok és Zsigmond Márton pápa vezetésével tértek vissza ismét Konstanzba. A kiváló jogi ismeretekkel rendelkező szerény Márton vette kezébe a zsinat további vezetését, és hamar kiderült, hogy az egységesen elfogadott egyházfő rendkívül ügyes politikus, és saját érdekeit kiválóan tudja érvényesíteni. A krónikák feljegyzései alapján Márton hideg fejjel és rendkívül következetesen tudta a kezébe helyezett hatalmat irányítani, és leggyakrabban elérte céljait. Nem volt kivétel ez alól a konstanzi zsinat sem, amely hirtelen terhessé vált a pápa számára. Márton gyorsan le akarta zárni a zsinatot, ugyanis egyházfőként már nem értékelte annyira a konciliarista felfogást, amelyben a zsinatnak ítélték a főhatalmat a pápai helyett.
Mindennek ellenére a konstanzi zsinat lezárása előtt az új pápának még tervei voltak. Márton volt a Husz János ellen lefolytatott per egyik legfőbb alakja, aki Zsigmond minden kérése ellenére végül halálra ítéltette a cseh prédikálót. Mindez még pápává választása előtt lezajlott, de Husz 1415. július 6-ai máglyahalála csak olaj volt a tűzre, és Németországban huszita csapatok lázadtak fel a zsinat döntése ellen. Márton immár a pápai tiarával a fején újra a zsinat elé ráncigálta Husz és Wycliffe tanait, amelyeket részletesen átrágott az összegyűltekkel, és minden oldalát elítélte. Ezek után 1418. március 12-én bullát adott ki, amelyben Husz és Wycliffe minden követőjét eretneknek bélyegzett. Ezzel tulajdonképpen a konstanzi zsinat két pontjára is pontot tett.
Az egyházszakadás felszámolása személyében testesült meg, és a téves hitelveket is viharosan orvosolta. Az utolsó témakör, az egyházi reform már ingoványosabb területet jelentett volna Mártonnak, ugyanis egyedül aligha tudta volna érvényesíteni a pápai hatalom primátusát a konciliarizmussal átitatott zsinattal szemben. Ezért az új egyházfő egyenként tárgyalt az öt nemzet képviselőivel, és nem az egyházban jelentkező bajok gyökerét kezelte, hanem a nemzeti egyházak szintjén rakott rendet. A németek, franciák és az angolok is konkordátumban állapodtak meg Mártonnal, míg Itáliára és a spanyol területekre a történelmi dokumentumok száma szerint csak egy konkordátum jutott, amely leginkább a Pireneusi-félsziget egyházaival foglalkozik. Az itáliai konkordátum ezek alapján talán nem készült el, vagy időközben elveszett, de egyes történészek szerint az itáliai megegyezik a spanyoloknak írt konkordátummal. Végül 1418. április 22-én Márton hivatalosan bezárta a konstanzi zsinatot.

### Róma és a Pápai Állam újraalapítója
A zsinat lezárultával Márton jelentős problémával állt szemben, ugyanis az új pápának nem volt székhelye. Róma és a Pápai Állam ekkor még alkalmatlan volt a pápai trón megszilárdítására, ugyanis a nyugati egyházszakadás során annyira lepusztult a hajdani egyházi központ, és annyi kisebb hadúr uralta a területet, hogy öngyilkosság lett volna oda visszatérni. Zsigmond felajánlotta neki, hogy rendezze be kúriáját valamelyik német városban. Bázelt, Strassburgot és Mainzot is a pápa birtokába bocsátotta volna, amennyiben elfogadja a német felajánlást. Ugyanakkor VI. Károly, francia uralkodó is könyörgött Mártonnak, hogy székhelyét Avignonba tegye át. A pápa azonban pontosan tudta, hogy amennyiben független politikát akar folytatni, akkor nem teszi székhelyét egyik uralkodó szárnya alá sem. Márton hamarosan kijelentette, hogy Rómába fog visszatérni, hiszen annak a városnak a szülötte.
A pápa és kísérete 1418. május 16-án indult útnak dél felé, hogy lassan utat vágjanak Itália középső része felé. Rövid időre Bernben, majd Genfben telepedtek le, és a politikai helyzet rendezése után Mantova városába utazott a pápai udvar. Végül hosszabb időre Firenzében telepedett le Márton és népes kísérete. Két éven át ez lett a pápa központja, innen igyekezett rendbe hozni az elhanyagolt Pápai Államot és benne Rómát.
1419-ben a toszkán fővárosban fogadta Nápoly úrnőjének, II. Johannának a követeit. Johanna azt kérte a pápától, hogy ismerje el őt a déli királyság királynőjének, és ő cserébe hatalomra segíti Mártont Rómában, amely akkoriban a nápolyi királyok birtoka volt. 1419. október 28-án Morosini bíboros pápai legátusként Nápolyba utazott, és Johannát a királyság uralkodójává koronázta meg. A királynő utasította tábornokát, Sforza Attendolot, hogy seregével vonuljon ki Rómából, és ha szükséges a későbbiekben támogassa Márton visszatérését a városba. Ezen kívül a Colonnák több értékes birtokot is szerezhettek Johanna jóvoltából a Nápolyi Királyságban. 1418-ban a közeli Forlì városában összeült egy zsidó zsinat is, amely követeket küldött az új pápához. A gazdag ajándékokkal érkező zsidó követek azt kérték Mártontól, hogy törölje el XIII. Benedek korlátozó rendeleteit, és biztosítsa a korábbi pápák alatt érvényben lévő privilégiumokat. Márton beleegyezett a zsidók kérésébe.
A Pápai Állam a skizma ideje alatt tulajdonképpen több független kis városállamra és fejedelemségre esett szét. A zsarnokként uralkodó helyi vezetők szinte bevehetetlen erődökbe zárkóztak, de Márton előtt egy zsoldosvezér jelentette a legnagyobb kihívást. Bracci di Montone egy jelentős zsoldossereg élén állt, amely megbízás híján rettegésben tartotta Közép-Itáliát. A pápák hatalmának gyengülése után keletkezett hatalmi űrt Bracci töltötte be, és Márton idejében ő volt a Pápai Állam tényleges ura. A pápa nem tudott akkora haderővel fellépni, hogy legyőzze a zsoldosvezért, ezért a firenzeiek segítségével tárgyalóasztalhoz ültette Braccit. Az 1420-ban megkötött egyezség szerint Bracci Márton szövetségese lesz, cserébe a pápa elismerésével uralkodhat Perugia, Assisi, Todi és Jesi városa felett. A hadvezér segítségével felgyorsult Márton útja, és a Pápai Állam nagy része is az egyházfő uralma alá került. 1420-ban Bologna is kénytelen volt elismerni Márton uralmát. Végül 1420. szeptember 28-án lépett be az örök városba.
Róma borzalmas állapotban volt, amikor a pápa újra belépett a városba. Márton érkezésekor a hajdani császárvárost mindössze 17 500-an lakták, de ezek is leginkább parasztok és pásztorok voltak. A városban nemcsak az ókori emlékek váltak rommá, hanem a középkori város is nagyrészt eltűnt. A pompás épületek köveit elhordták a helyi nemesek erődítményeihez, amelyekből gyakran rablóhadjáratok indultak ki. Az Angyalvár használhatatlan romhalmazzá vált, a Laterán pedig szinte teljesen eltűnt a föld színéről. A vatikáni paloták lakhatatlan állapotban álltak, de legalább nem hordták el a köveit. A Szent Péter-bazilika teteje beomlott, és a padlóján gaz nőtt. Az egykori csodálatos kerteket farkasok és rablók lakták, így a Rómába érkező Mártonnak volt mit tennie. A pápa pontifikátusát javarészt a város újraélesztésére fordította.
A pápai udvart a Vatikánban rendezte be, ahová Toszkánából hívatott építészeket, szobrászokat, festőket. Márton udvara hemzsegett a reneszánsz bűvkörében alkotó művészekkel, a humanizmus korabeli fellegváraként emlékeznek meg Márton uralkodásáról, így ő volt az első reneszánsz pápa. Elsőként a Vatikán és a közvetlen környezete, azaz az óváros épült újjá, majd az Angyalvár is megerősödött. Megkezdték a hajdan termékeny Campagna mocsarainak lecsapolását, és újra felépült a lateráni Szent János-bazilika is. A bazilika freskóit Pisanello festette meg, de Márton udvarába költözött Donatello is, aki ekkor kapta megbízását a Szent Péter-bazilika bronzkapujának megalkotására. A pápa helyreállította a közbiztonságot, elűzte a rablókat, és a pápa főhatósága alatt újjászervezte Róma önigazgatását. A római rend helyreállítása mellett a pápa sikeresen erősítette meg uralmát a régi egyházi államok felett.
Amikor 1424-ben egy apuliai háborúban meghalt Bracci, a birtokában álló városok, tehát Perugia, Assisi, Todi és Jesi a pápa uralma alá vonták magukat. 1428-ban Bologna fellázadt Márton hatalma ellen, de a pápai sereg elfojtotta a függetlenségi törekvéseket, így ekkorra helyreállt a pápai hatalom Itália középső részei felett. A megújuló Pápai Államban Márton újra divatba hozta a nepotizmust, ugyanis a fontosabb városok élére saját rokonait állította. A hozzá hű bíborosok kiemelkedő kegyben részesültek, és lassan kialakult egy fura dinasztikus rendszer, amelyben a későbbi nagy pápaadó családok birtokolták az egyházi állam főbb hivatalait és területeit. A nepotizmus azonban Márton esetében nem ítélhető el, hiszen a pápa saját családjából állított megbízható embereket a jelentősebb hivatalok élére, és így biztos lehetett abban, hogy óhajait teljesítik. A család ráadásul jó munkát végzett, és tulajdonképpen az egyház érdekeit szolgálta.

### Egyházi reformer

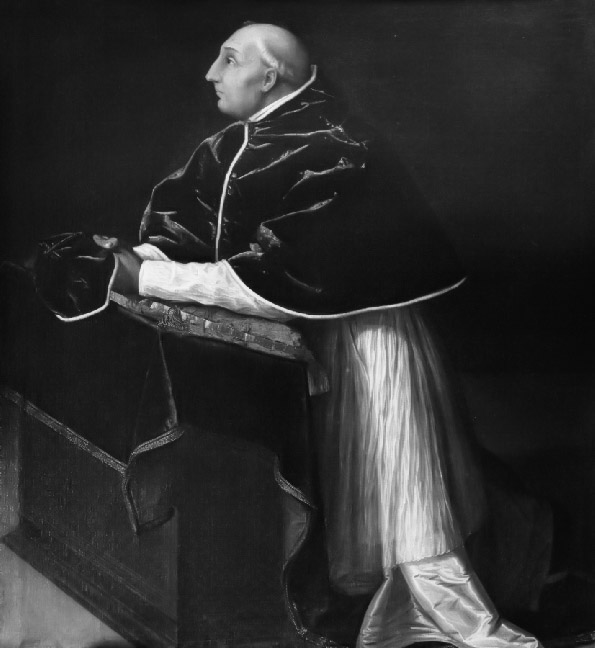
V. Márton pápa

Miután a Pápai Államok és Róma ügyeit nagyrészt lezárta, vagy legalábbis elindította a legfontosabb folyamatokat, az egyház belső gondjaira irányította figyelmét. A skizma után egyesült katolikus egyház belső szervezete még a közel egy évszázados különigazgatás miatt nem csiszolódott össze. A belső viták elsimítása azonban csak a kisebb gondot jelentette Márton uralkodása alatt. A pápa megválasztása után újra érvényesíteni akarta hatalmának elismerését. Ez azt jelentette, hogy Mártonnak nyíltan szembe kellett helyezkednie a konciliarizmussal, azzal az elvvel, amely Párizsból kiindulva végül megszüntette az egyházszakadást. A zsinati elv legnagyobb támasza a konstanzi zsinaton kelt Frequens kezdetű dekrétum volt, amely előírta, hogy a pápának minden ötödik évben egyetemes zsinatot kell összehívni. Márton minden lehetséges eszközzel megpróbálta elodázni a zsinatot, de végül a szabályoknak megfelelően 1423-ban Paviában összeült az egyházi tanács.
A zsinat időközben Sienába költözött át a paviai pestisjárvány miatt. Márton ugyan a zsinat összehívását nem tudta elkerülni, de azt sikerült elérnie, hogy egyike legyen a legkevesebb résztvevővel megrendezett zsinatoknak. A rendkívül alacsony létszám mellett lezajló zsinaton alig hoztak érdemleges döntéseket. Márton Sienában igyekezett megerősíteni a pápai hatalmat szemben a zsinati elv tételeivel. Emellett kinyilvánította, hogy hitbéli kérdésekben a pápa álláspontját nem lehet megkérdőjelezni. A hatalmához makacsul ragaszkodó XIII. Benedeket ismét egyházi átokkal sújtotta. Az Aragóniába szorult Benedek 1423-ban meghalt. Trónját a hozzá hű három bíboros nem hagyta veszni, és konklávéra ültek össze, hogy megvitassák, melyikük kövesse Benedeket a trónon.
A nagy egyházszakadás szinte nevetséges zárszavaként Benedek három bíborosa nem tudott megegyezni az elhunyt pápa utódjában, ezért egyikük Aragóniában VIII. Kelemen néven legitim pápának kiáltotta ki magát, míg egy másik Rodez városába menekült, ahol felvette a XIV. Benedek uralkodói nevet. A komolytalan ellenpápákat egyik jelentős világi hatalom sem ismerte el, és Márton kiközösítette őket az egyházból. A sienai zsinatot Márton nem akarta sokáig nyúzni, és a pápai hatalom ellen szónokló részvevők sem tolerálta sokáig, így 1424-ben egyszerűen feloszlatta azt. Egyben ígéretet tett arra, hogy hét év múlva egyetemes zsinatot hív össze Bázel városában, amelyen az egyházi reformok érdemi tárgyalására kerül sor.
A zsinat lezárása után a pápa maga vette kezébe az egyházi reform végrehajtását. Egyházkormányzati döntések sorozatával alakította át elsősorban a pápai kúria szervezetét. Ő hívta életre elsőként a Pápai Állam kormányzati szervét, a vatikáni államtitkárságot, ezen felül igyekezett átalakítani a bíborosi kollégiumot. A francia túlsúly csökkentése mellett Márton célja az volt, hogy olyan emberekkel töltse fel a testületet, akik hűségük mellett olyan tanáccsal tudnak szolgálni a pápának, amelyet érdemes megfontolni. Így a bíborosok között több Colonna is helyet kapott, de ugyanolyan súllyal kerültek be a bíborosok közé a kor humanista tudósai is. Ilyen volt Capranica, Cesarini vagy Dominici bíboros is.

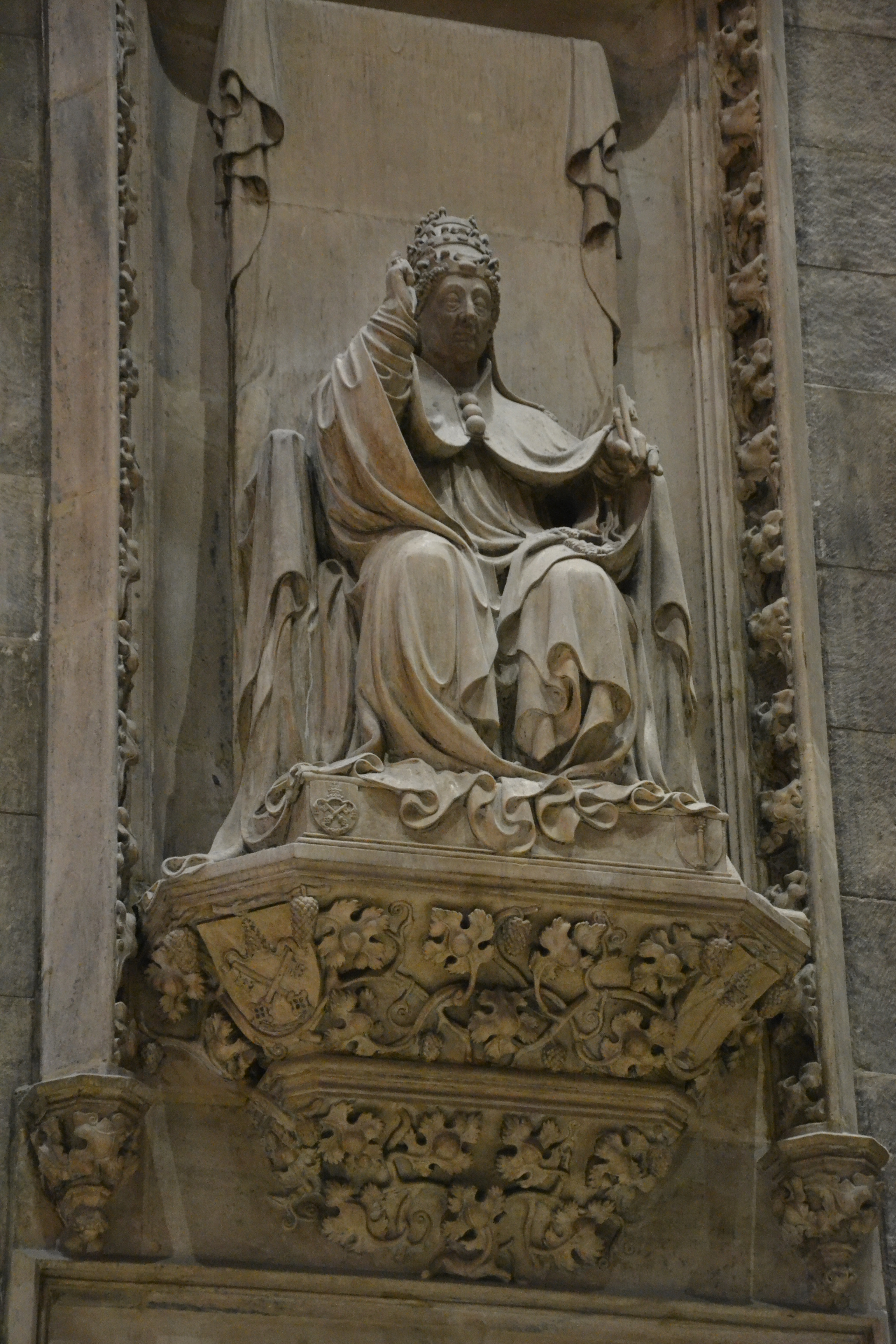
Szobra a milánói dómban

Pontifikátusának utolsó évei leginkább a bázeli zsinat előkészületeivel zajlott, illetőleg a husziták ellen kirobbant háborúval. Márton keresztes hadjáratot hirdetett a cseh eretnekek ellen, amelynek élére Zsigmond király állt. A hadjáratok pápai legátusának Giuliano Cesarini bíborost nevezte ki. Visszaszorította az angol, spanyol és francia világi hatalom egyházellenes törekvéseit, és mivel érezte, hogy a bázeli zsinaton nem bír majd megjelenni, Cesarini bíborosra bízta a zsinat megszervezését, és annak irányítását. Írásban hatalmazta fel a bíborost a gyűlés vezetésére, és ha úgy véli, a zsinat feloszlatására is. Márton valóban nem érte meg a bázeli zsinatot, 1431. február 20-án meghalt.
- A Wikimédia Commons tartalmaz V. Márton pápa témájú kategóriát.

## Művei
- Documenta Catholica Omnia (latin nyelven). (Hozzáférés: 2011. december 6.)

| Előző pápa: XII. Gergely | Római pápa 1417 – 1431 | Következő pápa: IV. Jenő |